# Gondwana

Animação da divisão da Pangeia e de Gondwana

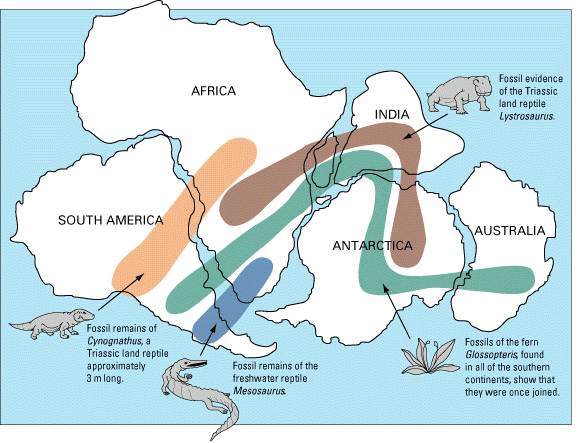
Distribuição geográfica dos fósseis gondwânicos

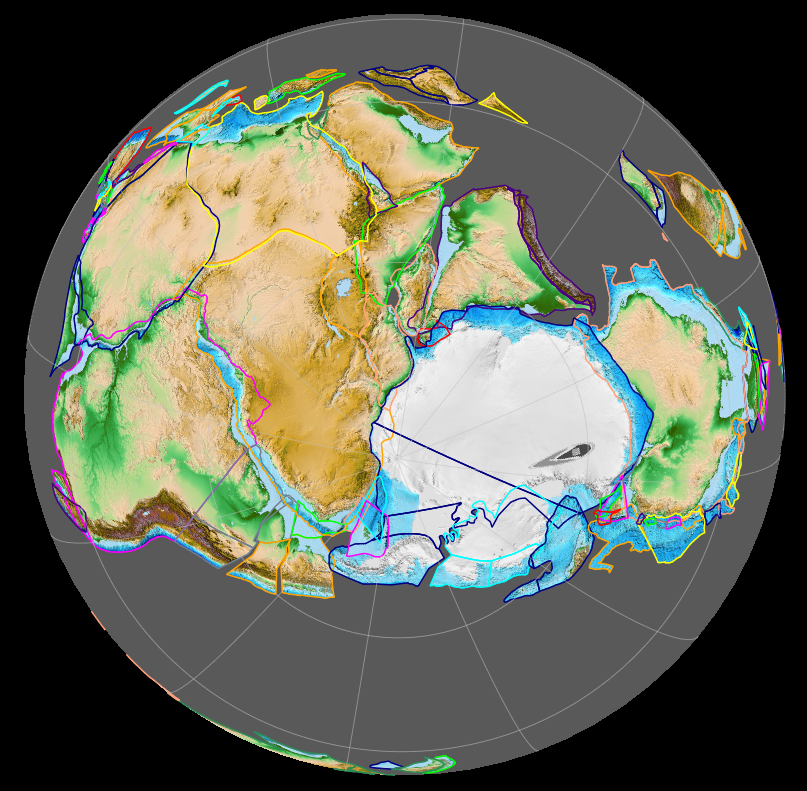
Visão de reconstrução do Gondwana há 420 milhões de anos, centrada no Polo Sul.

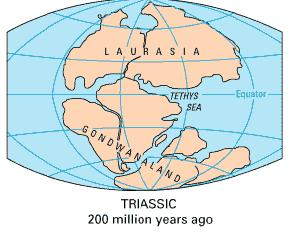
Gondwana

O supercontinente do sul Gondwana ou Gonduana  foi  um grande continente que incluía a maior parte das zonas de terra firme que hoje constituem os continentes do hemisfério sul, incluindo a Antártida, América do Sul, África, Madagáscar, Seicheles, Oceania, Nova Guiné, Nova Zelândia, Nova Caledónia além da Índia no hemisfério norte.
Formado durante o final do Paleoproterozoico e começou a se desmembrar a partir do Jurássico. Os seus desmembramentos se deram a partir do desmembramento de América do sul com a Antártida (formando a Passagem de Drake) e o desmembramento Antártida, Austrália.
O termo original para designar o supercontinente que haveria ao sul, Gondwanaland (também conhecido em língua portuguesa como Gonduanalândia), foi cunhado pelo geólogo inglês Eduard Suess em 1861, em referência à região de Gondwana, na Índia, onde a flora de Glossopteris, plantas fósseis permianas, foi encontrada pela primeira vez.
A construção desse supercontinente, só foi possível pela acreção de vários crátons se tornando o maior pedaço de crosta continental do Paleozoico, com área de cerca de um quinto de toda a superfície da Terra. Ela se findou, no período Carbonífero com acreção de outro supercontinente Laurásia para assim formar a maior massa já formada, Pangeia.

## Formação
Vários dados de informação de Gondwana não são compreendidos na sua totalidade, pois não possuem dados paleomagnéticos. Esses dados foram subtraídos depois de amalgamações promovidas pelas orogenias Pan-Africanas que levam a formação de um outro supercontinente mais antigo, Rodínia. Quatro cinturões orogenéticos são observadas:
- Moçambique Belt, formada  entre 800 a 650 Ma interpretaram como sutura entre o oriente (Índia, Madagascar, Antártida e Austrália) e Gondwana ocidental (África e América do sul).
- Orogenia do leste africano entre 800 a 650 Ma.
- Orogenia Kuunga (que inclui a Orogenia da Malásia) em 550 Ma
- Orogenia Brasiliano em 660 a 530 Ma onde houve colisões sucessivas entre a América do sul e a África.[8]

Como consequência dessas orogenias, dois mares oceanos foram consumidos, o oceano Adamastor e o oceano Moçambique.

## Desenvolvimento da Peri-Gondwana: riftes paleozóicos e acreções
Um grande número de massas de terra foram acrecidas à Eurásia durante a existência de Gondwana, mas a origem cambriana ou precambiana de muitos dasssas massas de terra permanece incerta. Por exemplo, alguns terraços palaeozóicos e microcontinentes que agora compõem a Ásia Central, muitas vezes chamados de "terraneses cazaques" e "terras mongol", foram progressivamente amalgamados no continente cazaque no final do Siluriano. Não se sabe se esses blocos se originaram nas margens de Gondwana.]
A longa margem norte de Gondwana permaneceu uma margem passiva em todo o Palaeozoico. A abertura permiana inicial do Oceano Neo-Tethys ao longo desta margem produziu uma longa série de terranes, muitos dos quais foram e ainda estão sendo deformados no Orogenia do Himalaia. Da Turquia ao nordeste da Índia: os Taurides no sul da Turquia; o Menor Cáucaso Terrane na Geórgia; os terranes Sanand, Alborz e Lut no Irã; o Mangysglak ou Kopetdag Terrane no Mar Cáspio; o Terrane afegão; o Karakorum Terrane no norte do Paquistão; e os terráqueos Lhasa e Qiangtang no Tibete. O alargamento permiano-triássico dos Neo-Tethys empurrou todos esses terranes através do Equador e para a Eurásia.